# Phetsmone Sonnavanh
Phetsmone Sonnavanh (ur. 2 lutego 1966) – laotański bokser, olimpijczyk.
Wystąpił na Letnich Igrzyskach Olimpijskich 1988 w wadze koguciej. W 1/32 finału zmierzył się z Brazylijczykiem Joilsonem de Santaną, z którym przegrał jednogłośnie na punkty 0-5 (w małych punktach 287-294).
Odpadł w ćwierćfinale Igrzysk Azji Południowo-Wschodniej 1989.